# (60622) Pritchet
(60622) Pritchet est un astéroïde de la ceinture principale.

## Description
(60622) Pritchet est un astéroïde de la ceinture principale. Il fut découvert le 30 mars 2000 à l'observatoire astrophysique du Dominion par David D. Balam. Il présente une orbite caractérisée par un demi-grand axe de 2,25 UA, une excentricité de 0,06 et une inclinaison de 3,7° par rapport à l'écliptique.

## Compléments